# Jüdischer Friedhof (Haunetal)

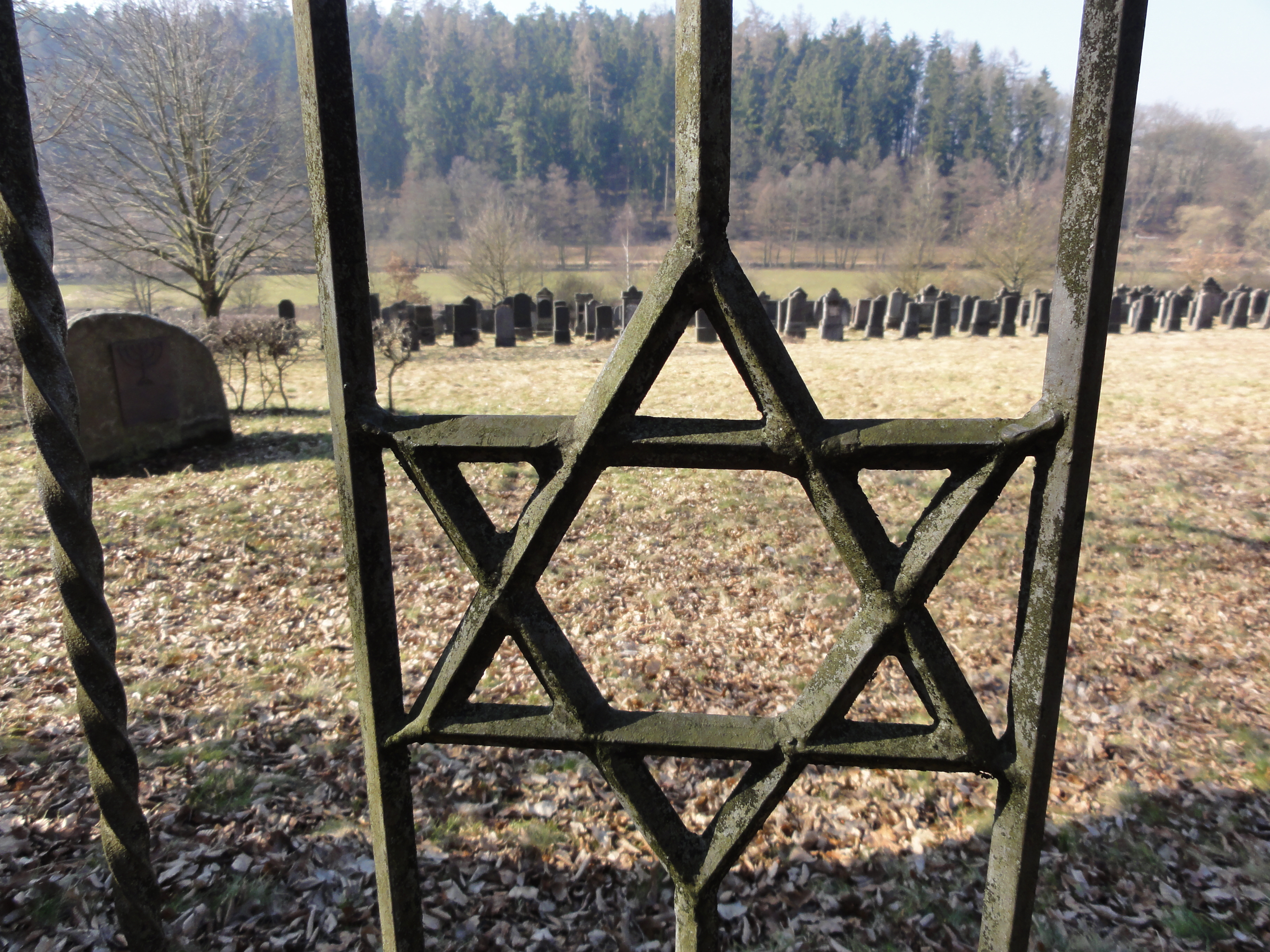
Jüdischer Friedhof Haunetal

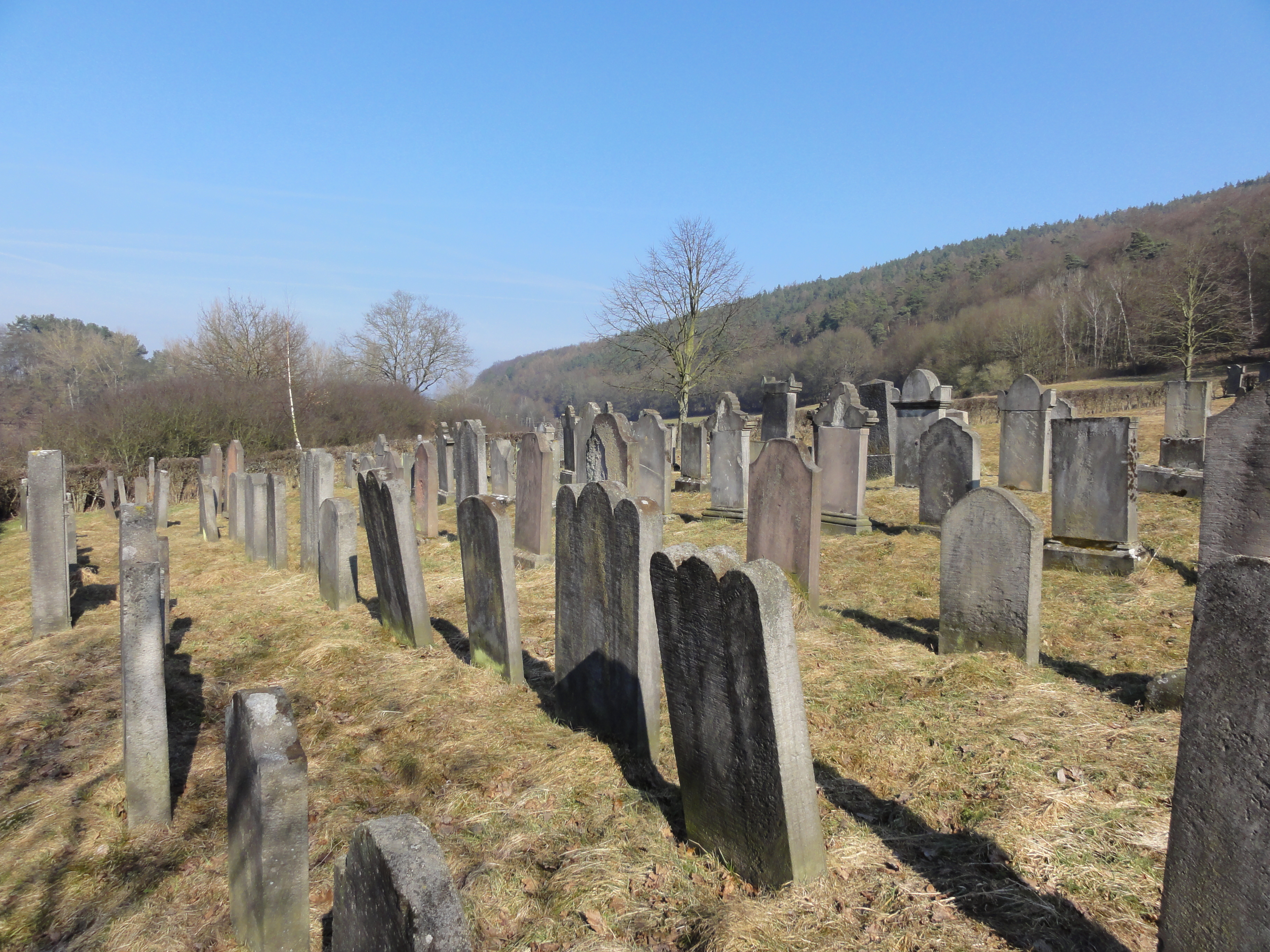
Jüdischer Friedhof Haunetal (2011)

Der Jüdische Friedhof Haunetal ist ein jüdischer Friedhof etwa einen Kilometer entfernt von Rhina, einem Dorf in der Gemeinde Haunetal im Landkreis Hersfeld-Rotenburg in Hessen. Der Friedhof ist ein geschütztes Kulturdenkmal und befindet sich etwa 1 km südlich vom Ortsteil zwischen der Bahnstrecke Bebra–Fulda und der Bundesstraße 27 im Tal der Haune.

## Geschichte
Die Verstorbenen der jüdischen Gemeinde wurden zunächst auf dem jüdischen Friedhof in Burghaun beigesetzt, um das Jahr 1840 legte die jüdische Gemeinde in Rhina einen eigenen Friedhof an. 1847 wurde die Fläche etwa 1 km vom Ort entfernt erworben und erschlossen. Der 3.896 m² große Friedhof wurde bis Dezember 1938 genutzt. 
Seit den 1960er Jahren ist ein Gedenkstein für die Opfer des Nationalsozialismus aufgestellt.